# Вхід і вихід (фільм, 1914)
«Вхід і вихід» (англ. In and Out) — американська короткометражна кінокомедія 1914 року.

## У ролях
- Воллес Бірі — Ганс
- Лео Вайт — Фріц